# HandbalNL League 2022
De HandbalNL League 2022 is de Nederlandse nacompetitie voor de Nederlandse teams in de BENE-League. In de HandbalNL League spelen de beste zes teams van Nederland om de landstitel.
Doordat Quintus een promotie verzoek heeft ingediend mocht de ploeg uit Kwintsheul promoveren naar de BENE-League en de HandbalNL League.

## Opzet
Er wordt een volledige competitie gespeeld. Alle teams spelen twee keer tegen elkaar. De twee beste ploegen gaan in de ‘Best of Three’ uitmaken wie de kampioensschaal omhoog mag houden. De zes Nederlandse verenigingen die deelnemen aan de HandbalNL League zijn: JD Techniek/Hurry Up, KEMBIT-LIONS, KRAS/Volendam, Green Park Handbal Aalsmeer, Herpertz Bevo HC en Quintus.

## Teams
| Ploeg                       | Plaats         | Provincie     | Trainer(s)                          | Hal                       |
| --------------------------- | -------------- | ------------- | ----------------------------------- | ------------------------- |
| Green Park Handbal Aalsmeer | Aalsmeer       | Noord-Holland | Bert Bouwer                         | De Bloemhof               |
| Herpertz Bevo HC            | Panningen      | Limburg       | Danny van Katwijk Lambert van Berlo | De Heuf                   |
| JD Techniek/Hurry-Up        | Zwartemeer     | Drenthe       | Joop Fiege                          | Succes Holidayparcs Arena |
| KEMBIT-LIONS                | Sittard-Geleen | Limburg       | Christoph Jauernik                  | Stadssporthal             |
| HV Quintus                  | Kwintsheul     | Zuid-Holland  | Jack van Lier Geert Hinskens        | Eekhout Hal               |
| KRAS/Volendam               | Volendam       | Noord-Holland | Mark Ortega                         | Opperdam                  |

2. Calvin van der Scheer ·
3. Nils Dekker ·
4. Jimmy Castien ·
5. Armando Besseling ·
6. Tom de Bruin ·
7. Don Hartog ·
8. Donny Vink ·
10. Stan Zwinkels ·
11. Jake Honig ·
12. Marco Verbeij ·
13. Samir Benghanem ·
14. Rob Jansen ·
17.  Vaidas Trainavicius ·
19. Luka Furth ·
20. Max de Maat ·
21. Rene de Knegt ·
22. Tim Bottinga ·
24. Pepijn Michielsen ·
32. Jeromy van der Ban ·
40. Christiano Olivacce ·
55. Destin van Dijk ·
Coach: Bert Bouwer
· Assistent-coach: Wai Wong
1. Bram van Grunsven ·
2. Sybren Stijweg ·
3. Teun Krol ·
4. Melle van Katwijk ·
6. Kaj Geenen ·
7. Luuk Santing ·
8. Guus van den Heuvel ·
9. Nick de Kuyper ·
10. Jordin van Berlo ·
11. Niels Poot ·
12. Mika Schoolmeesters ·
13. Janik van Zundert ·
14. Max de Lange ·
15.  Kobe Serras ·
17. Daan Timmermans ·
18. Jeroen van den Beucken ·
19. Nick van den Beucken ·
20. Myron Smits ·
21. Joris Gille ·
23. Niek Jordens ·
25. Eligio Pepels ·
61. Jeroen Steeghs ·
69. Ivo Verberne ·
71. Sjuul Rutten ·
79. Dario Polman ·
Coach:  Jo Smeets
· Assistent-coach: Lambert van Berlo
1. Senn Rijsdijk ·
2. Jorick Pol ·
3. Youri Braker ·
4. Harm Meijer ·
8. Rick Hollander ·
9. Bart Mik ·
10. Sjoerd Boonstra ·
11. Sander Bos ·
12. Ramon Staats ·
13.  Tiago Azenha Filipe ·
14. Juup Hoogland ·
15. Aron Kieviet ·
18. Emiel Hoogland ·
19. Martijn Bijl ·
20. Roy Soppe ·
22. Erik Blaauw ·
23. Bernie Vermeer ·
24. Stijn Brinks ·
26.  David Ferreira ·
27. Andy Schulte ·
28. Sverre Jansen ·
32.  Boris Tot ·
34. Ruben Fiege ·
66. Brent Riksten ·
79.  Dragan Vrgoc ·
96. René Jaspers ·
Coach: Joop Fiege
· Assistent-coach: Manuel Kremer
1. Mike Kusters ·
2. Jens Dijkstra ·
4. Koen van Dijk ·
6. Rob Schmeits ·
8. Luca van Straaten ·
9. Thomas Dekker ·
12. Scott de Hoogh ·
14. Serge Heijnen ·
16. Bram Kleijkers ·
18. Ivo Steins ·
19. Joris Baart ·
22.  Pieter Strauven ·
25. Jasper Adams ·
28. Robin Leunissen ·
32.  João Jacob Ramos ·
37. Ids Eussen ·
39. Martijn Kleijkers ·
69.  Jonas Dell ·
Coach:  Christoph Jauernik
· Assistent-coach: Lambert Schuurs
1. Lars Hemmes ·
2. Hidde van Oorschot ·
3. Troy Oranje ·
4. Ard Vollebregt ·
5. Dean van Haeren ·
6. Jordan Beukman ·
7. Marc de Vreede ·
8. Thimo Act ·
9. Mitchell Timmermans ·
10. Martijn Poot ·
11. Yannick Boers ·
12. Paul Vis ·
13. Alex Koop ·
14. Timo Blom ·
15. Rick van Ravesteijn ·
16. Cas van der Harst ·
17. Jari Boer ·
18. René de Bakker ·
19. Nick Schot ·
20. Jordi van Erp ·
21. Jaap Mol ·
22.  Karim Tamim ·
25. Pieter van der Velden ·
26. Ques Canninga ·
28. Max van Zijderveld ·
29. Jorian Baauw ·
30. Olav Scholtes ·
31. Evan de Lange ·
Coach: Geert Hinskens & Jack van Lier
1. Michiel van Gils ·
2. Robin Nagtegaal ·
4.  Alexander Binderis ·
5. Evert Kooijman ·
6. Jeroen Roefs ·
7. Wessel Blokzijl ·
9. Jordy Baijens ·
12. Rob Goudriaan ·
13. Stefan van Gils ·
14.  Filip Pettersson ·
15. Leon Geus ·
16. Dennis Schellekens ·
17. Florent Bourget ·
18. Tim Roefs ·
20. Jelmer de Vries ·
21.  Abou Fofana ·
22.  Zlatko Pavicevic ·
25. Marnix Roos ·
Coach:  Mark Ortega
· Assistent-coach: Christiaan Albers

## Stand
| Pos | Club                        | Wed | W | G | V  | Ptn | DV  | DT  | +/− | Opmerking                       |
| --- | --------------------------- | --- | - | - | -- | --- | --- | --- | --- | ------------------------------- |
| 1   | KRAS/Volendam               | 10  | 8 | 0 | 2  | 16  | 318 | 272 | +46 | Geplaatst voor de Best of Three |
| 2   | Green Park Handbal Aalsmeer | 10  | 8 | 0 | 2  | 16  | 298 | 269 | +29 | Geplaatst voor de Best of Three |
| 3   | KEMBIT-LIONS                | 10  | 6 | 1 | 3  | 13  | 306 | 266 | +40 |                                 |
| 4   | Herpertz Bevo HC            | 10  | 4 | 1 | 5  | 9   | 304 | 314 | −10 |                                 |
| 5   | JD Techniek/Hurry-Up        | 10  | 2 | 2 | 6  | 2   | 276 | 288 | −12 |                                 |
| 6   | HV Quintus                  | 10  | 0 | 0 | 10 | 0   | 247 | 340 | −93 | Degradeert naar de eredivisie   |

Bron: NHV

## Uitslagen
|                             | AAL     | BEV     | HUR     | LIO     | QUI     | VOL     |
| --------------------------- | ------- | ------- | ------- | ------- | ------- | ------- |
| Green Park Handbal Aalsmeer |         | 32 – 27 | 27 – 26 | 31 – 28 | 38 – 28 | 23 – 29 |
| Herpertz Bevo HC            | 33 – 35 |         | 32 – 31 | 26 – 24 | 39 – 20 | 33 – 36 |
| JD Techniek/Hurry-Up        | 23 – 24 | 30 – 30 |         | 25 – 25 | 33 – 27 | 24 – 27 |
| KEMBIT-LIONS                | 30 – 25 | 38 – 23 | 36 – 26 |         | 30 – 25 | 32 – 30 |
| HV Quintus                  | 17 – 30 | 28 – 30 | 29 – 35 | 26 – 37 |         | 26 – 31 |
| KRAS/Volendam               | 28 – 33 | 40 – 31 | 31 – 23 | 29 – 26 | 37 – 21 |         |

Bron: NHV

## Best of Three
| 12 juni 2022 13:30 | KRAS/Volendam | 26 – 27 | Green Park Handbal Aalsmeer | Opperdam, Volendam Scheidsrechters: Geraets, Geraets |
| 12 juni 2022 13:30 | (12-11)       |         |                             | Opperdam, Volendam Scheidsrechters: Geraets, Geraets |
| 12 juni 2022 13:30 | 3×            |         | 5×                          | Opperdam, Volendam Scheidsrechters: Geraets, Geraets |

| 19 juni 2022 15:30 | Green Park Handbal Aalsmeer | 34 – 20 | KRAS/Volendam | De Bloemhof, Aalsmeer Scheidsrechters: Weijmans, Wolbertus |
| 19 juni 2022 15:30 | (15-12)                     |         |               | De Bloemhof, Aalsmeer Scheidsrechters: Weijmans, Wolbertus |
| 19 juni 2022 15:30 | 2×                          |         | 2× 3×         | De Bloemhof, Aalsmeer Scheidsrechters: Weijmans, Wolbertus |

| 26 juni 2022 16:00 | KRAS/Volendam | v | Green Park Handbal Aalsmeer | Opperdam, Volendam |
| 26 juni 2022 16:00 |               |   |                             | Opperdam, Volendam |
| 26 juni 2022 16:00 |               |   |                             | Opperdam, Volendam |